# Campeonato Europeo de Halterofilia de 1903
El VI Campeonato Europeo de Halterofilia se celebró en La Haya (Países Bajos) el 13 de septiembre de 1903 bajo la organización de la Federación Europea de Halterofilia (EWF) y la Federación Neerlandesa de Halterofilia.

## Medallistas
| Evento            | Oro                    | Plata                     | Bronce                           |
| ----------------- | ---------------------- | ------------------------- | -------------------------------- |
| Categoría abierta | Andreas Maier Alemania | Jim Spraut · Países Bajos | Albert Dorregeest · Países Bajos |

## Medallero
| Núm. | País         | Oro | Plata | Bronce | Total |
| ---- | ------------ | --- | ----- | ------ | ----- |
| 1    | Alemania     | 1   | 0     | 0      | 1     |
| 2    | Países Bajos | 0   | 1     | 1      | 2     |
|      | TOTAL        | 1   | 1     | 1      | 3     |